# مرد خاکستری
مرد خاکستری (به انگلیسی: The Gray Man) یک فیلم اکشن دلهره‌آور آمریکایی از سال ۲۰۲۲ به کارگردانی آنتونی و جو روسو از فیلمنامه‌ای است که دومی با همکاری کریستوفر مارکوس و استیون مک‌فیلی بر پایهٔ رمانی به همین نام از ۲۰۰۹ اثر مارک گرینی اقتباس کرده‌است. در این فیلم رایان گاسلینگ، کریس ایوانز، آنا د آرماس، جسیکا هنویک، رگی-ژان پیج، واگنر مورا، جولیا باترز، الفری وودارد و بیلی باب تورنتون ایفای نقش می‌کنند. این فیلم که توسط شرکت ای‌جی‌بی‌او از برادران روسو تولید شده‌است، امیدوار است فرنچایزی را بر پایهٔ رمان‌های مرد خاکستری از گرینی آغاز کند.
اقتباسی از رمان گرینی در ابتدا در سال ۲۰۱۱ اعلام شد و جیمز گری قرار بود فیلم را با بازی برد پیت کارگردانی کند و بعداً شارلیز ترون در نقشی مبادله جنسیتی انجام داد، هرچند هیچ‌یک از نسخه‌ها هرگز به نتیجه نرسیدند. این پروژه تا ژوئیه ۲۰۲۰ در جهنم توسعه باقی ماند، تا زمانی که برادران روسو برای کارگردانی اعلام شدند و گاسلینگ و ایوانز هر دو به بازیگران پیوستند. فیلمبرداری در مارس ۲۰۲۱ در لس آنجلس آغاز شد و در ژوئیه همان سال در پراگ به پایان رسید. این فیلم با بودجه ساخت ۲۰۰ میلیون دلاری، جزو گران‌ترین فیلم‌های ساخته شده توسط نتفلیکس محسوب می‌شود.
مرد خاکستری اکران محدودی را در ۱۵ ژوئیه ۲۰۲۲ آغاز کرد و سپس در ۲۲ ژوئیه از طریق نتفلیکس منتشر شد. این فیلم نقدهای متفاوتی از سوی منتقدان دریافت کرد و از عملکرد گروه بازیگران تمجید شد، اما انتقاداتی نسبت به «فیلمنامهٔ کلیشه‌ای و سرعت سرسام‌آور آن» دریافت کرد. این فیلم با یک دنباله با نقش آفرینی مجدد گاسلینگ و یک اسپین‌آف دنبال می‌شود.

## داستان
دونالد فیتزروی، مقام ارشد سیا، از یک قاتل محکوم در زندان دیدن می‌کند. او به قاتل در ازای کار به عنوان یک مزدور در برنامه سیرا (Sierra) از سیا پیشنهاد آزادی او را می‌دهد. قاتل موافقت می‌کند و لقب «سیرا سیکس» (Sierra Six) به او اختصاص داده می‌شود.
هجده سال بعد، در مأموریتی در بانکوک، به سیکس دستور داده می‌شود تا هدفی را که مظنون به فروش اسرار امنیت ملی است، با همکاری دنی میراندا، یک مأمور دیگر سیا، ترور کند. او با این حال قادر به انجام مخفیانهٔ این کار و بدون آسیب‌رساندن به غیرنظامیان نمی‌شود و بنابراین مستقیماً به هدف حمله کرده و او را مجروح می‌کند. هدف پیش از مرگش فاش می‌کند که در برنامه سیرا به عنوان «سیرا فور» (Sierra Four) کار می‌کرده و یک درایو رمزگذاری‌شده را به سیکس می‌دهد که جزئیات فساد دنی کارمایکل، افسر در حال ظهور سیا، که همچنین عامل اصلی مأموریت ترور است، را به او می‌دهد. کارمایکل زمانی که با سیکس مواجه می‌شود، در مورد هدف واقعی مأموریت و محتویات درایو زیرکی نشان می‌دهد و این امر باعث می‌شود که سیکس تصمیم بگیرند از تخلیه از بانکوک با مردان کارمایکل امتناع کند.
سیکس درایو را به مارگارت کیهیل، مدیر سابق برنامه سیرا در پراگ می‌فرستد و از فیتزروی بازنشسته درخواست استخراج می‌کند. کارمایکل یک مزدور به نام لوید هنسن را استخدام می‌کند، یک مأمور سابق سیا که به دلیل تمایلات سایکوپاتی‌اش از آژانس اخراج شده بود، تا سیکس را ردیابی کرده و درایو را بازیابی کند. هنسن این کار را با ربودن کلر، خواهرزادهٔ فیتزروی انجام می‌دهد تا فیتزروی را مجبور به صدور مجوز قتل سیکس توسط تیم استخراج کند. با این حال سیکس آنها را می‌کشد و فرار می‌کند.
کارمایکل با ناامیدی، زیردست خود، سوزان بروئر را می‌فرستد تا بر هنسن نظارت کند و او را تحت کنترل نگه دارد. هنسن، مرکز عملیات خود را در کرواسی مستقر کرده‌است و فیتزروی و کلر را در عمارتی در آنجا گروگان نگه می‌دارد. هنسن علاوه بر این، جایزه‌ای بر سر سیکس می‌گذارد تا بهترین مزدوران و قاتلان جهان را برای شکار او جذب کند. سیکس برای دریافت مدارک جدید به وین می‌روند، اما آشنای او، لازلو سوسا، به او برای دریافت جایزه خیانت می‌کند. سیکس درست زمانی که هنسن به همراه تیمش می‌رسند، فرار کرده و متعاقباً توسط میراندا که شهرتش پس از مأموریت بانکوک از بین رفته‌است، نجات می‌یابد اما به اسارت او در می‌آید. سیکس او را متقاعد می‌کند که به دیدن کیهیل بروند، جایی که او می‌تواند درایو را رمزگشایی کرده و از طرف یک خیرخواه مرموز که برای یک دولت سایه کار می‌کند، میزان فساد کارمایکل را کشف کنند.
هنسن چندین تیم از قاتل‌ها را به خانه کیهیل می‌فرستد و باعث می‌شود تا کیهیل که یک بیماری لاعلاج دارد، خود را قربانی کند تا پس از تیراندازی بیشتر در خیابان‌های وین به سیکس و میراندا فرصت فرار بدهد. آن دو به بیمارستانی پناه می‌برند که یک مزدور ملقب به لون وولف (Lone Wolf؛ گرگ تنها) درایو را از آن‌ها می‌دزدد و به هنسن می‌آورد. سیکس و میراندا، کلر را از طریق سیگنال بی‌سیم پخش‌شده از ضربان‌ساز مصنوعی قلب او ردیابی می‌کنند. میراندا با ایجاد حواس‌پرتی، به سیکس اجازهٔ نفوذ به عمارت را داده و او فیتزروی و کلر را نجات می‌دهد. فیتزروی در حین فرار به صورت مرگبار مجروح می‌شود و در تلاشی ناموفق برای کشتن هنسن خود را قربانی می‌کند. لون وولف، میراندا را در یک مبارزه شکست می‌دهد، اما تصمیم می‌گیرد به هر حال به او کمک کند، زیرا از تمایل هنسن برای کشتن کودکان و عدم اخلاق او منزجر شده‌است.
هنسن موفق می‌شود کلر را به گروگان بگیرد و او را به یک مارپیچ می‌کشاند. هنسن متعاقباً پس از روبرویی با سیکس، کلر را رها می‌کند و با سیکس می‌جنگد. با این حال، پیش از اینکه سیکس بتواند او را بکشد، هنسن توسط بروئر مورد اصابت گلوله قرار می‌گیرد و کشته می‌شود، که به سیکس می‌گوید که قصد دارد اقدامات کارمایکل را به هنسن سنجاق کند تا قدرت نفوذی را بر علیه او به دست آورد. بروئر علاوه بر این امنیت کلر را تعهد می‌کند، اما تنها در صورتی که سیکس به کار خود برای سیا ادامه دهد. سیکس و میراندا مجبور به همکاری در این سرپوش‌گذاری می‌شوند، جایی که در نهایت هیچ اقدامی علیه کارمایکل انجام نمی‌شود. با این حال، سیکس از بازداشت در بیمارستان فرار می‌کند و کلر را از جایی که در مکانی مخفی نگهداری می‌شود آزاد می‌کند. این دو فرار می‌کنند، در حالی که کارمایکل و بروئر از چگونگی فرار سیکس مات و مبهوت مانده‌اند.

## بازیگران
- رایان گاسلینگ در نقش کورت جنتری / سیرا سیکس، مأمور سازمان اطلاعات مرکزی و آدم‌کش عملیات سیاه که پس از کشف اسرار مجرمانه در مورد آژانس مجبور به فرار می‌شود.
- کریس ایوانز در نقش لوید هنسن، همکار سابق سایکوپاتی جنتری که عملیات تعقیب را برای دستگیری او هدایت می‌کند.
- آنا د آرماس در نقش دنی میراندا[۴]
- جسیکا هنویک در نقش سوزان
- رگی-ژان پیج در نقش دنی کارمایکل
- واگنر مورا در نقش لازلو سوسا
- جولیا باترز در نقش کلر فیتزروی
- دنوش در نقش لون وولف[۵]
- الفری وودارد در نقش موریس کیهیل
- بیلی باب تورنتون در نقش دونالد فیتزروی
- کالن مالوی در نقش «سیرا فور»
- ایمه ایکواکور در نقش آقای فلیکس
- اسکات هیز
- مایکل گاندولفینی
- سام لرنر
- رابرت کازینسکی در نقش پرینی
- دئوبیا اوپاری در نقش دالین

## تولید

### توسعه
این پروژه برای نخستین بار در ریجنسی انترتینمنت راه‌اندازی شد و جیمز گری قرار بود در ژانویه ۲۰۱۱ فیلمنامه‌ای توسط آدام کوزاد را کارگردانی کند. برد پیت در ابتدا برای بازی در فیلم انتخاب شد، اما او و گری در اکتبر ۲۰۱۵ دیگر درگیر فیلم نبودند. شارلیز ترون برای ایفای نقش در نسخه‌ای از فیلم با جنسیت مبادله‌شده با فیلمنامه‌ای از برادران روسو برای سونی پیکچرز وارد مذاکره شد.

### نقش‌ها
هیچ پیشرفت دیگری تا ژوئیه ۲۰۲۰ اعلام نشد، تا زمانی که برادران روسو برای کارگردانی فیلم، بر پایهٔ فیلمنامه‌ای از جو روسو، کریستوفر مارکوس و استیون مک‌فیلی، با مواد اضافی از آنا گرگوری، چارلز لیویت، رت ریس، جو شراپنل، و پال ورنیک، برای نتفلیکس، با هدف ایجاد یک فرنچایز اعلام شدند. رایان گاسلینگ و کریس ایوانز برای بازی در این فیلم انتخاب شدند. در دسامبر، دنوش، آنا د آرماس، جسیکا هنویک، واگنر مورا و جولیا باترز به بازیگران اضافه شدند. رگی-ژان پیج، بیلی باب تورنتون، الفری وودارد، امه ایکواکور، و اسکات هیز در مارس ۲۰۲۱ به بازیگران پیوستند. در مقاله‌ای در ماه آوریل دربارهٔ فیلمبرداری در پراگ، مایکل گاندولفینی به عنوان بازیگر حضور داشت. در می ۲۰۲۱، دئوبیا اوپاری به بازیگران فیلم پیوست.

### فیلم‌برداری
فیلم‌برداری قرار بود در ۱۸ ژانویه ۲۰۲۱ در لانگ بیچ، کالیفرنیا، آغاز شود، اما به ۱ مارس بازگردانده شد. این فیلم در بهار ۲۰۲۱ در اروپا فیلمبرداری شد، با مکان‌هایی از جمله پراگ، جمهوری چک و قلعه شانتی در فرانسه. فیلمبرداری در پراگ از ۲۷ ژوئن ۲۰۲۱ انجام شد. فیلمبرداری در ۳۱ ژوئیه ۲۰۲۱ به پایان رسید.

## انتشار
مرد خاکستری برای اکران محدود در ۱۵ ژوئیه ۲۰۲۲ و به دنبال آن در نتفلیکس در ۲۲ ژوئیه ۲۰۲۲ منتشر شد. اگرچه نتفلیکس درآمدهای سینمایی را برای عنوان‌های خود گزارش نمی‌کند، اما تخمین‌زده شده که این فیلم از حدود ۴۰۰ سینما در آخر هفتهٔ افتتاحیه حدود ۲۰۰٬۰۰۰ دلار درآمد داشته‌است. ایندی‌وایر گزارش داد که این فیلم حدود ۳۰۰٬۰۰۰ تا ۳۷۵٬۰۰۰ دلار در طول هفته نخست اکران سینمایی خود فروش داشته‌است.

## بازخورد

### تماشاگران
نتفلیکس گزارش داد که این فیلم در مجموع ۸۸٫۵۵ میلیون ساعت در سه روز اول پخش شد که برابر با ۴۳٫۵۵ میلیون بیننده است. این فیلم پربیننده‌ترین فیلم در ۸۴ کشور جهان بود.

### پاسخ انتقادی
در وبگاه جمع‌آوری نقد راتن تومیتوز، ٪۴۷ از ۲۱۸ بررسی منتقدان مثبت است و میانگینِ امتیاز آن ۵٫۶/۱۰ است. اجماع این وبگاه چنین می‌نویسد: «مرد خاکستری طرح کلی یک اکشن مهیج سرگرم‌کننده را دارد، اما مملو از بقایای ولرم از فیلم‌های به مراتب بهتر است.» این فیلم در متاکریتیک که از میانگین وزنی استفاده می‌کند، بر اساس نظر ۵۵ منتقدین امتیاز ۴۹ از ۱۰۰ را کسب کرده که نشان‌گر «نقدهای مختلط یا متوسط» است.

## آینده

### دنباله
اسکات استیوبر، مدیر فیلم‌های اصلی نتفلیکس، علاقهٔ خود را به فیلم‌های آیندهٔ مرد خاکستری ابراز کرد و گفت: «ما هیجان‌زده هستیم که به همکاری با [برادران روسو] و تیم ای‌جی‌بی‌او در ساختن دنیای مرد خاکستری ادامه دهیم.» پس از نخستین آخر هفتهٔ فیلم، دنباله‌ای با بازگشت گاسلینگ و برادران روسو در نقش‌های مربوطه‌شان اعلام شد.

### اسپین‌آف
یک فیلم اسپین‌آف که عنصر متفاوتی از جهان مرد خاکستری را بررسی می‌کند، توسط پال ورنیک و رت ریس نوشته خواهد شد.